# Курода, Рэйко
Рэйко Курода (яп. 黒田 玲子 Kuroda Reiko, род. 7 октября 1947) — японский химик, профессор на кафедре биологических наук в университете Токио.
Курода работала в Японии и Великобритании. Она была номинирована на награды в Human Frontier Science Programme (HFSP) и AcademiaNet. Также она усердно работала, чтобы создать учебную программу научного переводчика в университете Токио. Областью её исследования является, прежде всего, хиральность в неорганической химии и органической химии.
В 2006 году Курода была назначена управляющей в Кембриджский Кристаллографический центр обработки данных.
10 июня 2009 Рейко Курода была избрана иностранным членом Королевской шведской Академии наук в своём классе по химии.
В 2013 году Курода была удостоена премии Л’Ореаль — ЮНЕСКО «Для женщин в науке».